# Вильнёв-д’Антрон
Вильнёв-д’Антро́н (фр. Villeneuve-d'Entraunes) — коммуна на юго-востоке Франции в регионе Прованс — Альпы — Лазурный берег, департамент Приморские Альпы, округ Ницца, кантон Ванс. До марта 2015 года коммуна административно входила в состав упразднённого кантона Гийом (округ Ницца).
Площадь коммуны — 28,2 км², население — 80 человек (2006) с тенденцией к стабилизации: 73 человека (2012), плотность населения — 2,6 чел/км².

## Население
Население коммуны в 2011 году составляло — 79 человек, а в 2012 году — 73 человека.
| 1962 | 1968 | 1975 | 1982 | 1990 | 1999 | 2006 | 2008 | 2011 | 2012 |
| ---- | ---- | ---- | ---- | ---- | ---- | ---- | ---- | ---- | ---- |
| 99   | 82   | 76   | 61   | 76   | 73   | 80   | 82   | 79   | 73   |

Динамика численности населения:

## Экономика
В 2010 году из 34 человек трудоспособного возраста (от 15 до 64 лет) 22 были экономически активными, 12 — неактивными (показатель активности 64,7 %, в 1999 году — 65,9 %). Из 22 активных трудоспособных жителей работали 21 человек (12 мужчин и 9 женщин), 1 мужчина числился безработным. Среди 12 трудоспособных неактивных граждан 3 были учениками либо студентами, 8 — пенсионерами, а ещё 1 — был неактивен в силу других причин.